# Indra Spiecker genannt Döhmann

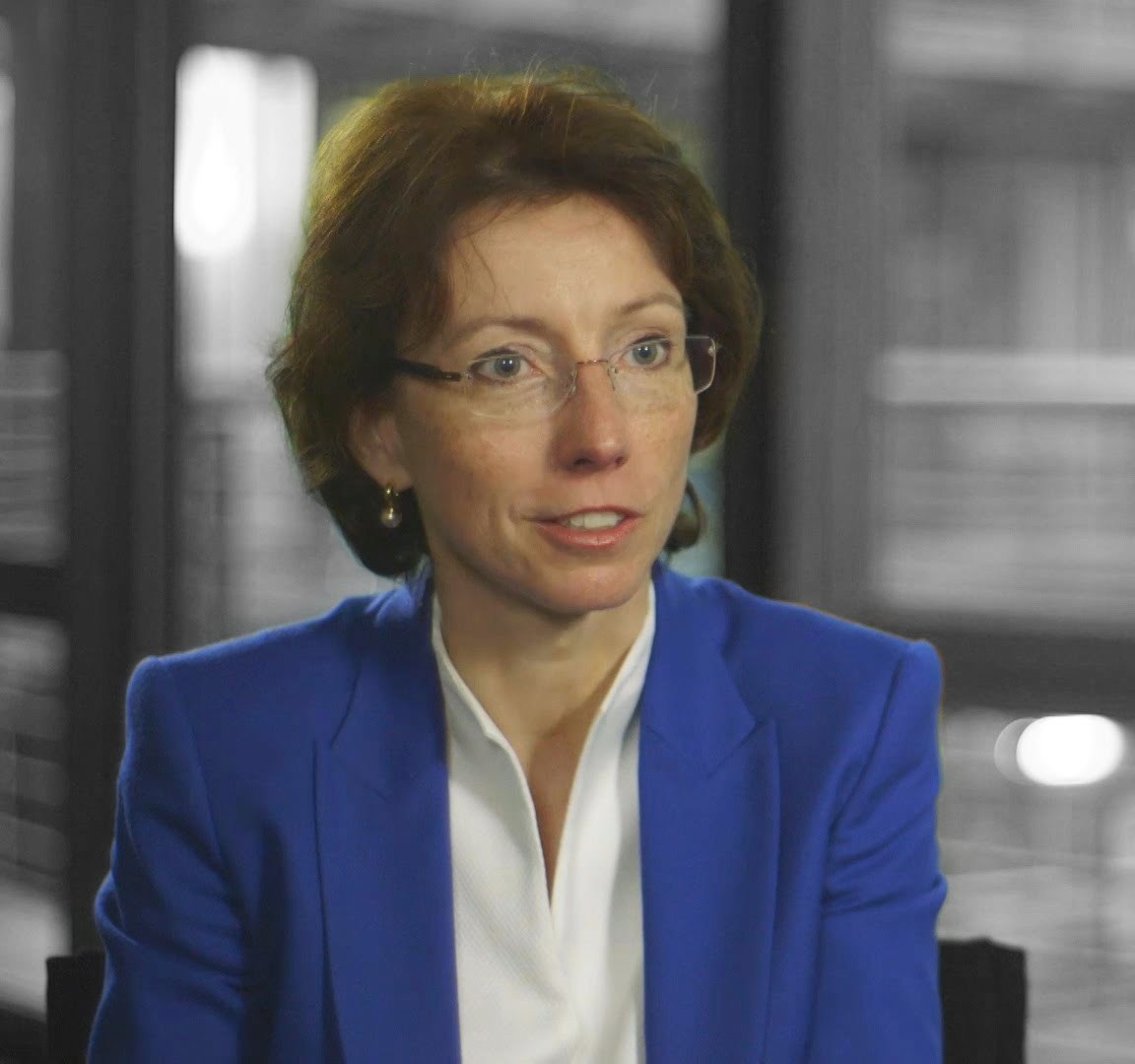
Indra Spiecker gen. Döhmann (2016)

Indra Spiecker genannt Döhmann (* 1970) ist eine deutsche Rechtswissenschaftlerin und Hochschullehrerin.

## Leben und Wirken
Indra Spiecker studierte Rechtswissenschaften von 1990 bis 1994 an den Universitäten Bonn und Mainz.
Von 1994 bis 1998 war sie Wissenschaftliche Mitarbeiterin an den Universitäten Bonn und Heidelberg. Von 1995 bis 1996 studierte sie zum Erwerb des Master of Laws an der Georgetown University in Washington, D.C. Im Zeitraum 1997 bis 1999 leistete sie das Referendariat ab und bestand das Zweite Juristische Staatsexamen. Im Jahr 2000 wurde sie zur Dr. iur. promoviert an der Universität Bonn.
In der Folge war sie von 1998 bis 2008 am Max-Planck-Institut zur Erforschung von Gemeinschaftsgütern, Bonn, tätig. 2006 bis 2008 nahm sie Lehrstuhlvertretungen an den Universitäten Freiburg, Konstanz und Karlsruhe wahr. 2007 habilitierte sie sich an der Universität Osnabrück und erhielt die Venia legendi für Öffentliches Recht, Rechtstheorie, Ausländisches Öffentliches Recht. Von 2008 bis 2013 war sie W3-Professorin am Institut für Informationsrecht des Zentrum für Angewandte Rechtswissenschaften an der Fakultät für Informatik des Karlsruher Instituts für Technologie (KIT).
Nach Rufen an die Universitäten Mannheim, Trier, Berlin und Hannover hatte sie von 2013 bis 2024 an der Goethe-Universität Frankfurt am Main einen Lehrstuhl für Öffentliches Recht, Informationsrecht, Umweltrecht und Verwaltungswissenschaften inne und leitet die von Spiros Simitis gegründete Forschungsstelle Datenschutz. Sie war von 2013 bis 2024 zudem wissenschaftliche Direktorin des Instituts für Europäische Gesundheitspolitik und Sozialrecht (ineges), zeitweise geschäftsführend. 2016 wurde sie als erste Juristin zum Mitglied der Deutschen Akademie der Technikwissenschaften (acatech) gewählt.
Mit Wirkung vom April 2024 übernahm Indra Spiecker den Lehrstuhl für Recht der Digitalisierung und die Leitung des Instituts für Digitalisierung an der Universität zu Köln.
Spiecker forscht und berät in der Breite des Öffentlichen Rechts. U. a. war sie Mitglied der Sachverständigenkommission zur Erstellung des Dritter Gleichstellungsbericht der Bundesregierung und Co-Autorin der Leopoldina-Stellungnahme „Demokratie und Digitalisierung“.
Sie engagiert sich in der Akademieninitiative Energiesysteme der Zukunft (ESYS), die von den Wissenschaftsakademien acatech, Leopoldina und Akademienunion 2013 gestartet wurde. So wirkte sie bereits in einigen Arbeitsgruppen mit, die Publikationen zur Energiewende erarbeiten. Zudem ist sie Mitglied des ESYS-Direktoriums, das die Initiative leitet und nach außen vertritt.
Spiecker ist verheiratet und hat sieben Kinder, die sie großgezogen hat.

## Forschung
Indra Spiecker forscht im gesamten Verwaltungsrecht und Verfassungsrecht; ein Schwerpunkt ist das Informationsrecht, insbesondere Fragestellungen zu Datenschutz, Informationstechnik, E-Government und den Auswirkungen des Internet. Intensiv befasst sie sich mit staatlichen Entscheidungen unter Unsicherheit und Risiko. Sie arbeitet im Datenschutzrecht, u. a. hat sie für die Landesregierung Rheinland-Pfalz zusammen mit dem Kollegen Thomas Dreier ein Rechtsgutachten zu Google Street View verfasst und ist als Sachverständige tätig. Darüber hinaus bearbeitet sie Forschungsfragen im Umwelt- und Technikrecht, etwa zum Einsatz von Robotik, z. B. im Pflegebereich, oder im Kreislaufwirtschaftsrecht/Abfallrecht. Spiecker gen. Döhmann erforscht zudem immer wieder Steuerungseffekte im Gesundheitswesen. Weiterhin ist sie interdisziplinär tätig und erforscht Wirkungsbedingungen rechtlicher Instrumente, z. B. mit methodischen Ansätzen aus Behavioral Law and Economics oder allgemein den Verwaltungswissenschaften.

## Schriften (Auswahl)
Spiecker ist Autorin einer Vielzahl von Schriften aus dem Bereich des Verwaltungs-, Informations-, Datenschutz-, Technik- und Umweltrechts.
- Die Anerkennung von Rechtskraftwirkungen ausländischer Urteile: Eine Untersuchung zur Fortgeltung des ne-bis-in-idem. Nomos, Baden-Baden 2002, ISBN 3-7890-7784-4 (Dissertation, Universität Bonn, 2000/2001).
- Hrsg. mit Christoph Engel, Markus Englerth, Jörn Lüdemann: Recht und Verhalten. Beiträge zu Behavioral Law and Economics. Mohr Siebeck, Tübingen 2007, ISBN 978-3-16-149144-3.
- Hrsg. mit Peter Collin: Generierung und Transfer staatlichen Wissens im System des Verwaltungsrechts. (= Neue Staatswissenschaften. Band 10). Mohr Siebeck, Tübingen 2008, ISBN 978-3-16-149842-8.
- Mit Thomas Dreier: Die systematische Aufnahme des Straßenbildes: Zur rechtlichen Zulässigkeit von Online-Diensten wie „Google Street View“. Nomos, Baden-Baden 2010, ISBN 978-3-8329-5699-8.
- mit Arndt Schmehl und Eike Richter: Die Funktionen des IT-Planungsrats bei normgebenden Verfahren auf dem Gebiet von IT und E-Government. Rechtsgutachten. 2013.
- Autorin im Gemeinschaftskommentar zum Kreislaufwirtschaftsgesetz, Carl Heymanns Verlag, 2013, ISBN 978-3-452-27449-6.
- Hrsg. mit Thomas Dreier, Veronika Fischer, Anne van Raay: Informationen der Öffentlichen Hand – Zugang und Nutzung. Nomos, Baden-Baden 2016, ISBN 978-3-8487-1041-6.
- Hrsg. mit Spiros Simitis und Gerrit Hornung: Großkommentar Datenschutzrecht – DSGVO und BDSG, Nomos, Baden-Baden 2019, ISBN 978-3-8487-3590-7.
- Hrsg. mit Vagelis Papakonstantineou, Paul ter Hert und Gerrit Hornung: Article-by-Article Commentary GDPR, 2023

Außerdem ist Spiecker genannt Döhmann Herausgeberin der Schriftenreihe des Karlsruher Dialogs zum Informationsrecht sowie Mit-Herausgeberin der Schriftenreihe des Zentrums für Angewandte Rechtswissenschaften in Karlsruhe sowie der Frankfurter Studien zum Datenschutz und der „Schriften zum IT-Sicherheitsrecht“.

## Funktionen (Auswahl)
- Mitglied der Deutschen Akademie der Technikwissenschaften (acatech)
- Mitglied des Beirats der Deutschen Gesellschaft für Recht und Informatik e. V. (DGRI)
- Mitglied der AG 4 – Rechtsrahmen im Kompetenzzentrum Trusted Cloud des Bundesministerium für Wirtschaft und Technologie
- Mitglied bei KASTEL[6] – Institut für Informationssicherheit und Verlässlichkeit am Karlsruher Institut für Technologie
- ehem. Mitglied des Verwaltungsbeirats der Stiftung Datenschutz[7]
- Schriftleiterin der Zeitschrift Computer und Recht
- Mit-Herausgeberin der Zeitschrift Verwaltungsarchiv
- Mit-Herausgeberin der Zeitschrift European Data Protection Law Review[8]
- Stv. Vorstand des Beirats des Georgetown Club of Germany[9]